# 3155 Lee
3155 Lee eller 1984 SP3 är en asteroid i huvudbältet som upptäcktes den 28 september 1984 av den amerikanske astronomen Brian A. Skiff vid Anderson Mesa Station. Den har fått sitt namn efter den amerikanske generalen Robert E. Lee.
Den tillhör asteroidgruppen Vesta.